# 陽光能源
陽光能源控股有限公司（港交所：0757、臺證所：9157）是一家在香港上市的工業公司，同時是中國第二大的太陽能設備製造商，生產基地設於錦州和上海。
陽光能源主要業務為生產和銷售太陽能單晶矽錠和太陽能單晶矽晶圓。
2008年，陽光能源曾計劃於2月在香港交易所上市，雖然因應當時市況，降低招股價，但仍需延遲上市設劃。最終，陽光能源於3月成功在香港上市。2009年12月11日，陽光能源在臺灣發行臺灣存託憑證（TDR），募得資金9.45億元新台幣

## 外部連線
- 陽光能源控股有限公司 （页面存档备份，存于）